# Patlabor 2
Série
Patlabor
(1989) Patlabor 3: WXIII
(2001)
Pour plus de détails, voir Fiche technique et Distribution.
Patlabor 2 (機動警察パトレイバー２, Kidō keisatsu Patlabor 2) est un film d'animation japonais réalisé par Mamoru Oshii, sorti en 1993. Il a été produit par Bandai Visual, Tohokushinsha Film et animé par le studio Production I.G. Il fait suite à Patlabor, également réalisé par Oshii, sorti en 1989.
Patlabor 2 se déroule trois ans après les événements du premier film, il s'écarte des itérations passées de la série Patlabor en reléguant les Labors au second plan pour se concentrer sur des thèmes politiques relatifs au Japon et à ses relations avec le reste du monde.

## Synopsis
Une attaque terroriste a lieu dans Tokyo et l'armée d'autodéfense est suspectée. La Special Vehicle Unit 2 enquête.

## Fiche technique
- Titre : Patlabor 2
- Titre original : 機動警察パトレイバー２ (Kidō keisatsu Patlabor 2)
- Réalisation : Mamoru Oshii
- Scénario : Kazunori Itō
- Musique : Kenji Kawai
- Character design : Akemi Takada
- Mechanical designer : Yutaka Izubuchi, Shoji Kawamori et Hajime Katoki
- Producteurs : Mitsuhisa Ishikawa, Shin Unozawa et Tsuyoshi Hamawatari
- Studio d'animation : Production I.G
- Licencié en France par : Kazé
- Pays d'origine : Japon
- Durée : 113 minutes
- Dates de sortie :
  -  Japon : 7 août 1993
  -  France : janvier 1996 (VHS)

## Distribution
| Personnages      | Voix japonaises     | Voix françaises   |
| ---------------- | ------------------- | ----------------- |
| Noa Izumi        | Mīna Tominaga       | Laurence Dourlens |
| Asuma Shinohara  | Toshio Furukawa     | Lionel Henry      |
| Kīchi Goto       | Ryunosuke Ohbayashi | Guy Chapellier    |
| Shinobu Nagumo   | Yoshiko Sakakibara  | Anne Jolivet      |
| Isao Ohta        | Michihiro Ikemizu   | Pascal Renwick    |
| Mikiyasu Shinshi | Issei Futamata      | Patrick Borg      |
| Hiromi Yamazaki  | Daisuke Gouri       | Patrick Poivey    |
| Shigeo Shiba     | Shigeru Chiba       |                   |
| Seitaro Sakaki   | Osamu Saka          | Guy Chapellier    |
| Détective Matsui | Tomomichi Nishimura | Pascal Renwick    |
| Kaihou           | Toshihiko Kojima    |                   |
| Yukihito Tsuge   | Jinpachi Nezu       | Patrick Borg      |
| Shigeki Arakawa  | Naoto Takenaka      | Patrick Poivey    |

## Production
Au moment de la création du film, le Japon était confronté à de nombreux problèmes, au premier rang desquels l'éclatement de la bulle spéculative japonaise au début des années 1990 qui met fin au miracle économique, une période de forte croissance dans les décennies qui ont suivi la fin de la Seconde Guerre mondiale. De nombreux changements s'opèrent aussi au niveau international, comme la chute du mur de Berlin en 1989, le déclenchement de la guerre du Golfe en 1990 ou la dissolution de l’URSS en 1991.
La scène du début du film renvoie directement à la participation des Forces japonaises d'autodéfense (abrégé en FJA) à l'APRONUC, une mission de maintien de la paix de l'ONU au Cambodge, en 1992, qui avait suscité un vaste débat au Japon. La question de leur légalité en tant que force militaire du Japon se pose, car l'article 9 de la Constitution japonaise, créée le 3 mai 1947 par les forces alliées, indique que les FJA sont uniquement autorisés à défendre le territoire japonais contre une invasion hostile et ne peuvent pas être déployés de quelque manière que ce soit sur un sol étranger.
Patlabor 2 a donc été créé en réaction à ces événements, Oshii observant de grands changements dans la situation intérieure et internationale du Japon depuis 1989, date de son premier film Patlabor.